# HD39390
HD39390 є хімічно пекулярною зорею спектрального класу
A5 й має видиму зоряну величину в смузі V приблизно  8,5.